# یلملم
یلملم (به عربی: یلملم) یک منطقهٔ مسکونی در عربستان سعودی است که در استان مکه واقع شده‌است.